# Quint Sulpici Camerí Cornut (cònsol 490 aC)
Quint Sulpici Camerí Cornut (en llatí Quintus Sulpicius Camerinus Cornutus) va ser un magistrat romà. Era fill de Servi Sulpici Camerí Cornut I. Formava part dels Camerí, una branca patrícia de la gens Sulpícia.
Va ser elegit cònsol de Roma l'any 490 aC juntament amb Spurius Larcius Flavus. Va formar part de l'ambaixada enviada per intercedir davant de Coriolà quan aquest s'acostava a Roma. El seu fill, Servi Sulpici Camerí Cornut, va ser cònsol l'any 461 aC.